# Ciudad Victoria
Ciudad Victoria ( escuchar) es una ciudad mexicana, capital del estado de Tamaulipas, y cabecera del municipio de Victoria. Se localiza en el noreste de México, en la parte centro del estado al pie de la Sierra Madre Oriental. La ciudad se encuentra a 246 km de la ciudad de Monterrey y a 319 km de la frontera con los Estados Unidos (Texas).
La Ciudad Victoria fue fundada con el nombre de la Villa de Aguayo, nombre que le impuso su fundador, Don José de Escandón; hoy en día, lleva su nombre actual en honor del primer presidente de México, Guadalupe Victoria.
El 20 de abril de 1825 se convirtió en capital estatal. Es sede de instituciones de educación superior como la Universidad Autónoma de Tamaulipas y el Instituto Tecnológico de Ciudad Victoria. El Aeropuerto Internacional General Pedro José Méndez está ubicado en las afueras de la ciudad. Como centro burocrático estatal, es sede de los tres poderes y cuenta además con sitios de interés turístico y culturales. 
Ciudad Victoria cuenta según datos del XIV censo de población y vivienda del INEGI en 2020 con una población de 332 100 habitantes, por lo cual, de manera individual es la cuarta ciudad más poblada de Tamaulipas.
En lo que respecta a la gastronomía, es típico de Ciudad Victoria que las flautas se hagan de harina de trigo 

## Prefundación
En los años anteriores a la fundación, se habían establecido en Boca de Caballeros, un grupo de familias de pastores de las misiones de Californias, en los terrenos que se extienden al Norte, hasta donde estuvo la misión de San Antonio de los Llanos. Estos pastores estaban subordinados a un mayordomo llamado Don José Olazarán, el que a principios del año de 1750, había venido a establecerse al lado de la Sierra Madre Oriental y a las orillas de un arroyo llamado de San Marcos, que sale de una cañada.
Ahí se levantó un caserío donde tuvieron en un principio que lidiar en contra de los indios; el caserío progresó en pocos meses, viniendo a vivir en él varias familias procedentes de las villas de Nuevo León y Charcas. Se estableció también una hacienda en la Boca de Caballeros, cerca de una mina que se había descubierto en las pendientes de la Sierra.

## Historia

Plaza 8 Hidalgo

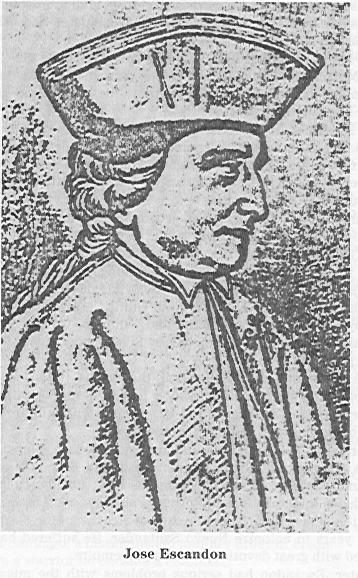
José de Escandón, conde de Sierra Gorda

Fue fundada el 6 de octubre de 1750 por José de Escandón y Helguera, Conde de Sierra Gorda, con el nombre de Villa de Santa María de Aguayo, durante su segunda campaña del plan de pacificación y colonización de la Costa del Seno Mexicano, luego denominado Nuevo Santander, hoy Tamaulipas.
El día 29 de enero de 1824 el Congreso de la Unión otorgó reconocimiento oficial del nombre de “Estado de las Tamaulipas”, dejó de llamarse Nuevo Santander. Para el 31 de enero, se establece oficialmente el nombre del Estado, el antes llamado “Nuevo Santander”, pasa a ser Estado de “Tamaulipas”. Se instaló en Padilla, Tamaulipas, el primer Congreso Constituyente del Estado de Tamaulipas y convocaron por primera vez a elecciones para Gobernador del Estado, convirtiéndose en la primera capital del Estado Autónomo de Tamaulipas.
Se promulgó en Ciudad Victoria la primera Constitución Política del Estado de Tamaulipas, mediante el Decreto n.º 31 del Congreso Constituyente, sancionada el 6 de mayo. Firmada por Enrique Camilo Suárez, vicegobernador del Estado y José Antonio Fernández, secretario general.
En esta capital, el gobernador del Estado, Lucas Fernández, el día 4 de mayo expidió un decreto para rechazar la invasión por orden de la monarquía española. El intento de reconquista por parte del ejército de vanguardia español comandado por el general brigadier Isidro Barradas, se vio frustrado el 11 de septiembre de 1829, en Tampico, Tamaulipas. Al frente de las fuerzas nacionales estaban los generales Felipe de la Garza Cisneros, Manuel Mier y Terán y Antonio López de Santa Anna.
La batalla de Tampico (1863) es la única contra una intervención extranjera, en donde los invasores se han rendido.
El H. Congreso Tamaulipeco, asentado en Viejo Padilla, Tamaulipas, decretó elevar a la Villa de Sta. María de Aguayo a la categoría de Ciudad, y ponerle el nombre de Victoria, en honor del primer Presidente de México, Don Guadalupe Victoria y volverla sede definitiva de los poderes y capital del Estado.
Se designó a Ignacio Montes de Oca y Obregón primer obispo de Tamaulipas con sede en esta ciudad.
En 1893 se inauguraron los edificios de la estación del ferrocarril. Mientras, la maestra victorense Estefanía Castañeda Núñez de Cáceres estableció en Victoria, en 1896, el primer jardín de niños de México y Latinoamérica.
En 1897 se develó un busto de bronce de Benito Juárez García, en la plaza de la Libertad hoy plaza Juárez; para el año 1898 Porfirio Díaz apadrinó el funcionamiento del ferrocarril urbano de tracción animal que corría por la calle Hidalgo hasta la estación y un ramal a la Hacienda de Tamatán, propiedades del coronel Manuel González Hijo. Ese mismo año se fundó el paseo Méndez y el paseo Palermo inspirados en la avenida parisina de Champs-Élysées.
En 1899 se inauguró el antiguo Teatro Juárez.

### SigloXX
La ciudad inició su transformación industrial a finales del siglo XIX y principios del XX con la administración de Guadalupe Mainero Juárez, que atrajo inversiones y mejoras a la ciudad.
El 15 de septiembre de 1910 se inauguró el monumento a los Héroes de la Independencia, en la plaza Colón frente a la estación de ferrocarril La Recoletta. En 1917 fue fusilado en el paredón del panteón municipal el general Alberto Carrera Torres, habiendo sido juzgado por un consejo de guerra ilegal y siendo sepultado en el Panteón Francés.
Llegado el año 1923 el general César López de Lara toma la gubernatura del estado de Tamaulipas.
El Casino Victorense A.C., antes conocido como centro social y mutualista de la ciudad, fue fundado en 1929.
La estructura urbana y arquitectónica de la ciudad se define en sus inmuebles, construidos a base de sillar, edificaciones de finales del siglo XIX y principios de XX. La creación de la carretera federal 85 y otras obras carreteras unen la capital con la frontera y el centro del país.
En 1939 el ingeniero Marte R. Gómez inauguró el estadio de tipo olímpico que hoy en día lleva su nombre y donde juega el equipo de fútbol Correcaminos.
En 1941 inició operaciones el Aeropuerto "El Petaqueño", ahora llamado Aeropuerto Internacional "Gral. Pedro José Méndez".

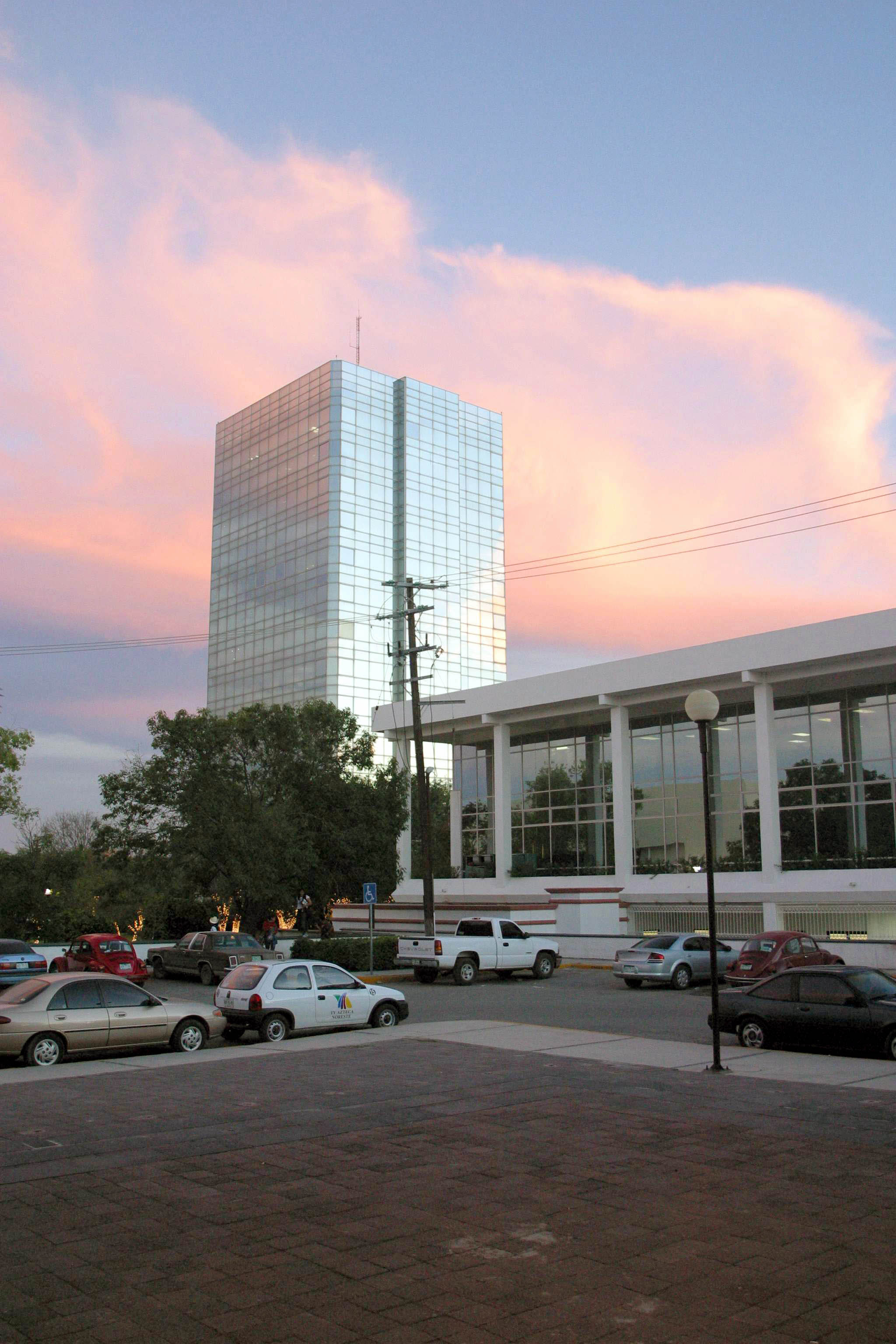
Torre Gubernamental I

En 1951 se inauguró el nuevo Palacio de Gobierno, construido en el inmueble donde estaba el antiguo Teatro "Casino" o "Juárez", el nuevo "Teatro Juárez" fue inaugurado en 1957; la torre de gobierno conocida como "Torre de Cristal" existe en la capital desde 1980.

### SigloXXI
La madrugada del 1 de julio de 2010, la ciudad fue impactada por el huracán Alex, cuyo ojo paso a solo unos kilómetros entre el poblado de Nuevo Padilla y esta ciudad capital, provocando destrozos en alumbrado público, anuncios, semáforos e infinidad de árboles, así como suspensión de los servicios de energía eléctrica y agua potable por más de 24 horas.
En el año de 2010 entra en operación el complejo gubernamental Parque Bicentenario, el cual concentra hoy en día la mayor parte del aparato gubernamental del estado de Tamaulipas.
En 2016 se inicia la restauración de la antigua Casa Filisola, hoy Pinacoteca Tamaulipas y de la estación del tren, principales patrimonios culturales de la capital.

## Política
En el pasado, esta localidad fue conocida como la villa de Santa María de Aguayo. En el año 1825, recibió el nombre de Ciudad Victoria y fue designada como la capital oficial del estado de Tamaulipas. En ese mismo período, se consolidó como el centro administrativo y político al ser asignada como la sede de los poderes Legislativo, Ejecutivo y Judicial del estado. Este estatus le otorgó el papel crucial de albergar las diversas instituciones y dependencias gubernamentales del Gobierno del Estado, además de ser la residencia oficial del Gobernador del Estado. En el actual período de administración (2022-2028), el cargo de Gobernador está ocupado por Américo Villarreal Anaya, del partido Morena.

### Ayuntamiento

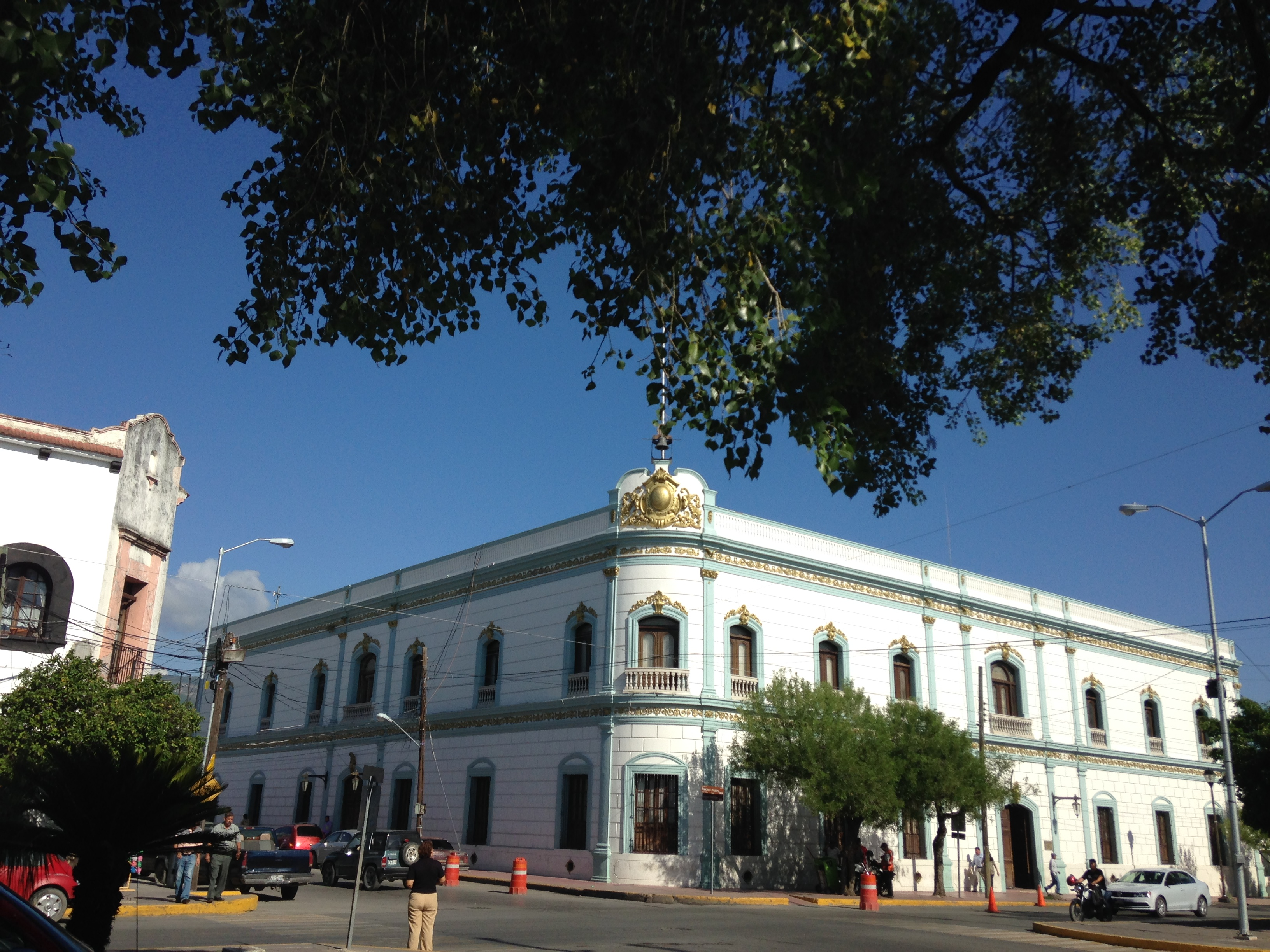
Edificio del Republicano Ayuntamiento de Ciudad Victoria

La ciudad ostenta la posición de cabecera municipal y es gobernada por el Gobierno municipal de Victoria, encabezado por el presidente municipal, actualmente Eduardo Gattás Báez, elegido por elección popular directa. El ayuntamiento está integrado por un presidente, síndicos y regidores electos por el principio de votación de mayoría relativa y con regidores electos por el principio de representación proporcional. Sus integrantes en su totalidad son electos cada tres años.
El órgano del cabildo está compuesto actualmente por dos síndicos y veintiún regidores. El presidente municipal cuenta con el respaldo de veintidós miembros en su gabinete, quienes colaboran en diversas áreas de gestión. Entre las responsabilidades de la administración municipal se incluyen el control catastral, la supervisión de situaciones de protección civil, la regulación del ámbito de la salud, la implementación de normativas relacionadas con bebidas alcohólicas, la provisión de agua potable, el mantenimiento de sistemas de drenaje y alcantarillado, así como la garantía de la seguridad pública y la regulación del tráfico vehicular.
Según el Instituto Nacional Electoral (México) (INE) y el Instituto Estatal Electoral de Tamaulipas (IEETAM), el padrón electoral es de 252,852 habitantes. Pertenece a los Distritos 14 y 15 electorales del estado, y al 5° a nivel federal del estado de Tamaulipas.

### Escudo

Escudo de la ciudad.

Creado el 18 de diciembre de 1971 a iniciativa del Prof. Vidal Martínez.
En un costado el mapa del estado que representa que Victoria es la capital, la balanza, la espada y el pergamino representan los tres poderes; el libro simboliza la educación y la antorcha la luz de la libertad, la fecha es el antecedente histórico de la fundación, el paisaje simboliza el medio geográfico de la región a la llegada de los fundadores, las plantas de henequén representan la producción agrícola.

## Geografía
Victoria se encuentra ubicada sobre los 23°44′6″ de latitud norte y los 99°7′51″ de longitud oeste; a una altitud media de 321 metros sobre el nivel del mar; ocupa el 3.3 % de la superficie del estado de Tamaulipas; pertenece a la subregión del mismo nombre y se localiza en la región centro del Estado, sobre la cuenca hidrológica del río Purificación y entre las estribaciones de la Sierra Madre Oriental; atravesado por el Trópico de Cáncer a los 23°27′. Tiene una superficie de 1634.08 km² equivalentes al 2.05 % del territorio estatal. La zona urbana se desarrolla en suelos y rocas sedimentarias del Cuaternario, como lomeríos y bajadas.
La ciudad es dividida por dos grandes zonas: la Sierra Madre Oriental, que abarca el 55.72 % del municipio y la Llanura del Golfo Norte.
Victoria forma parte de la región hidrológica de San Fernando Soto la Marina con la cuenca del río Soto La Marina y las subcuencas presa Vicente Guerrero, río Corona, río San Marcos, arroyo Grande y río Guayalejo. En las afueras de la ciudad, en las faldas de la sierra, se originan las corrientes de San Marcos y Juan Capitán.
El Área Natural Protegida "Altas Cumbres" es un borde formado por la Sierra Madre Oriental con altura de 2000 metros al poniente de la ciudad; 30 327 hectáreas están reservadas para la conservación ecológica de la sierra, la cuenca del río San Marcos y un arroyo. El suelo es usado principalmente para agricultura, cubriendo un 31 % y un 4 % para la zona urbana.
Sus colindancias son: al norte con el Municipio de Güémez; al sur con el de Llera, al este con el de Casas y al oeste con el Municipio de Jaumave. El Municipio cuenta con varias localidades, de las que resaltan por su importancia: Cd. Victoria cabecera municipal, Alianza de Caballeros, Benito Juárez, La Misión, Santa Librada y La Libertad.
|                         | Norte: Güémez        |                             |
| Oeste: Jaumave y Güémez |                      | Este: Güemez, Casas y Llera |
|                         | Sur: Jaumave y Llera |                             |

### Clima
El rango de temperatura abarca de promedio 16 grados como temperatura mínima y 40 grados como media máxima; el rango de precipitación es de 400 – 1100 mm de lluvia. Tiene un clima semicálido y subhúmedo, es lluvioso en verano; llegando a ser semiseco muy cálido y con humedad media. En el verano la temperatura asciende hasta un máximo de 45 °C a la sombra, siendo los meses de mayo en adelante, los más calientes. En la entrada del verano en junio, la temperatura de la capital se ubica entre las más altas del país y en invierno llega a valores de entre 10 °C y 0 °C. Se tienen pocos registros de nevadas en la ciudad, principalmente ocurre en zonas serranas, en lugares como "Altas Cumbres". El área de Ciudad Victoria presentó en 2014 una variación pluvial de entre 800 y 1000 mm y una variación isotermal de entre 22 y 24 grados centígrados.
| Parámetros climáticos promedio de Ciudad Victoria | Parámetros climáticos promedio de Ciudad Victoria | Parámetros climáticos promedio de Ciudad Victoria | Parámetros climáticos promedio de Ciudad Victoria | Parámetros climáticos promedio de Ciudad Victoria | Parámetros climáticos promedio de Ciudad Victoria | Parámetros climáticos promedio de Ciudad Victoria | Parámetros climáticos promedio de Ciudad Victoria | Parámetros climáticos promedio de Ciudad Victoria | Parámetros climáticos promedio de Ciudad Victoria | Parámetros climáticos promedio de Ciudad Victoria | Parámetros climáticos promedio de Ciudad Victoria | Parámetros climáticos promedio de Ciudad Victoria | Parámetros climáticos promedio de Ciudad Victoria |
| Mes                                               | Ene.                                              | Feb.                                              | Mar.                                              | Abr.                                              | May.                                              | Jun.                                              | Jul.                                              | Ago.                                              | Sep.                                              | Oct.                                              | Nov.                                              | Dic.                                              | Anual                                             |
| ------------------------------------------------- | ------------------------------------------------- | ------------------------------------------------- | ------------------------------------------------- | ------------------------------------------------- | ------------------------------------------------- | ------------------------------------------------- | ------------------------------------------------- | ------------------------------------------------- | ------------------------------------------------- | ------------------------------------------------- | ------------------------------------------------- | ------------------------------------------------- | ------------------------------------------------- |
| Temp. máx. abs. (°C)                              | 37.1                                              | 39.0                                              | 42.5                                              | 45.5                                              | 47.5                                              | 48.5                                              | 42.0                                              | 42.0                                              | 41.0                                              | 40.0                                              | 38.0                                              | 39.0                                              | 48.5                                              |
| Temp. máx. media (°C)                             | 22.7                                              | 25.2                                              | 29.0                                              | 32.2                                              | 34.0                                              | 35.2                                              | 35.0                                              | 35.2                                              | 32.7                                              | 29.8                                              | 26.4                                              | 23.4                                              | 30.1                                              |
| Temp. media (°C)                                  | 16.4                                              | 18.2                                              | 21.8                                              | 25.0                                              | 27.0                                              | 28.3                                              | 28.2                                              | 28.3                                              | 26.5                                              | 23.7                                              | 20.3                                              | 17.2                                              | 23.4                                              |
| Temp. mín. media (°C)                             | 10.0                                              | 11.3                                              | 14.5                                              | 17.8                                              | 20.1                                              | 21.5                                              | 21.5                                              | 21.4                                              | 20.3                                              | 17.6                                              | 14.1                                              | 10.9                                              | 16.8                                              |
| Temp. mín. abs. (°C)                              | -1.0                                              | -3.0                                              | 1.0                                               | 4.0                                               | 10.5                                              | 12.5                                              | 8.0                                               | 10.5                                              | 6.0                                               | 6.7                                               | 1.0                                               | -6.0                                              | -6.0                                              |
| Precipitación total (mm)                          | 18.9                                              | 13.9                                              | 22.3                                              | 26.8                                              | 78.5                                              | 125.1                                             | 74.3                                              | 95.5                                              | 173.1                                             | 70.9                                              | 20.5                                              | 18.3                                              | 738.1                                             |
| Días de precipitaciones (≥ 0.1 mm)                | 2.8                                               | 2.7                                               | 2.7                                               | 3.5                                               | 6.0                                               | 6.7                                               | 4.2                                               | 5.4                                               | 8.1                                               | 4.8                                               | 2.7                                               | 2.8                                               | 52.4                                              |
| Horas de sol                                      | 203                                               | 185                                               | 226                                               | 226                                               | 218                                               | 216                                               | 244                                               | 256                                               | 243                                               | 230                                               | 216                                               | 220                                               | 2683                                              |
| Humedad relativa (%)                              | 73                                                | 69                                                | 67                                                | 68                                                | 72                                                | 70                                                | 67                                                | 68                                                | 73                                                | 75                                                | 76                                                | 75                                                | 71                                                |
| Fuente: Servicio Meteorológico Nacional           |                                                   |                                                   |                                                   |                                                   |                                                   |                                                   |                                                   |                                                   |                                                   |                                                   |                                                   |                                                   |                                                   |

### Flora y fauna
La vegetación natural de Ciudad Victoria se encuentra en las partes altas de la Sierra Madre Oriental y de la zona Altas Cumbres, donde predominan los bosques de encino, pino, copalillo, oyamel y cedro rojo, siendo especies propias del clima templado subhúmedo.
También se puede encontrar en las partes bajas del entorno de la ciudad, donde se localizan matorrales como barreta, zapotillo, laurelillo, anacahuita, ébano, mezquite, chaparro prieto, tenaza, cenizo y granjeno.
En la vegetación inducida destacan en las afueras de la ciudad especies cultivadas de cítricos como limón y naranja.
En los parques, jardines, camellones y la ribera del río San Marcos hay árboles florales como la jacaranda y el framboyán.

## Demografía
Según el Instituto Nacional de Estadística y Geografía (INEGI), en el XIV censo general de población y vivienda que realizó en 2020, Ciudad Victoria cuenta con una población de 332,100 habitantes representando un aumento de 26 945 habitantes respecto al censo de 2010. Es por su población la 4.º ciudas más poblada del estado de Tamaulipas por debajo de las fronterizas Reynosa, Heroica Matamoros y Nuevo Laredo así como la 51.º ciudad más poblada de México.
| Gráfica de evolución demográfica de Ciudad Victoria entre 1900 y 2020                             |
|                                                                                                   |
| Población de los censos del Instituto Nacional de Estadística y Geografía (INEGI) de 1900 a 2020. |

### Religión

Basílica de Nuestra Señora del Refugio

La diócesis de Victoria fue erigida por el papa Pablo VI. Comprende veinte municipios del centro del Estado de Tamaulipas. El papa nombró primer obispo de la diócesis a Mons. José de Jesús Tirado y Pedraza, quien tomó posesión de su cargo el 27 de mayo de 1965.
En cuanto a la religión, el 90 % de su población se declara cristiana católica mientras que el 5 % protestantes, 2 % judíos y 3 % otra religión o ninguna siendo esta la ciudad más católica del Estado.
El 12 de diciembre se efectúan diversas fiestas y eventos en el Santuario en honor de la Virgen de Guadalupe, la celebración comprende bailes de matachines, verbena popular y juegos pirotécnicos.

## Educación
Ciudad Victoria cuenta con una amplia oferta de instituciones educativas, desde nivel preescolar hasta posgrado. El nivel de analfabetismo ha bajado mucho y el nivel de escolaridad a nivel superior es del 3.7% de la población. En la ciudad existen 57 escuelas de educación especial; la educación básica comprende 46 escuelas de educación inicial, 168 preescolares, 175 primarias, 55 secundarias; el nivel medio superior cuenta con 46 bachilleratos y 3 profesionales nivel medio. Existen 37 instituciones de nivel superior. Entre las modalidades educativas cuenta con centros de capacitación para el empleo como el ITACE y varias escuelas de educación especial. La biblioteca B. P. C. E. “Marte R. Gómez” es la más conocida en el centro de la ciudad. La capital de estado cuenta con varias bibliotecas, entre las cuales están: La biblioteca pública municipal Adaberto J. Arguelles y Ernesto Higuera, la biblioteca pública municipal centro cultural Tamaulipas, la biblioteca pública municipal centro de convivencia juvenil 2, la biblioteca pública municipal de Ciudad Victoria, la biblioteca pública municipal FOVISSSTE-SEP, además de la biblioteca pública municipal Museo Regional de Historia de Tamaulipas y la biblioteca pública municipal Paul Harris.

### Educación superior
La ciudad es sede principal de la Universidad Autónoma de Tamaulipas (UAT) fundada en 1950, una institución pública con más de 40,000 alumnos en niveles medio superior, nivel superior y posgrado.

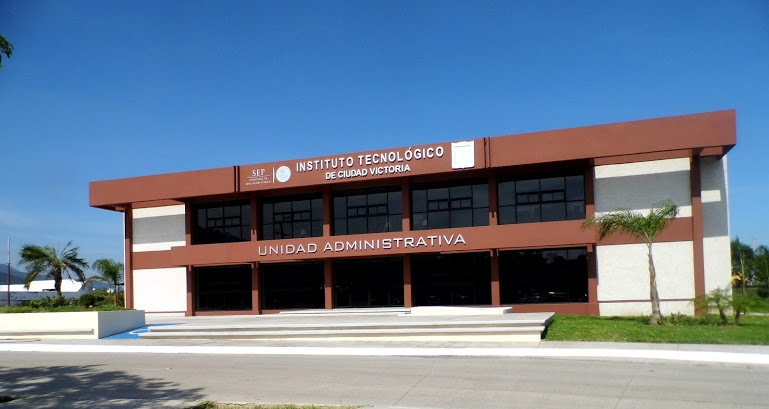
Unidad administrativa Tecnológico de Victoria

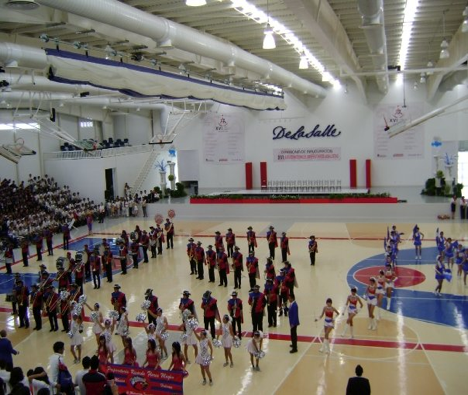
Gimnasio de Universidad La Salle Victoria

El Instituto Tecnológico de Ciudad Victoria (ITCV) fue la primera institución tecnológica del centro del estado, inicia sus actividades en 1975. Cuenta con más de 3,113 alumnos; ofrece carreras de licenciatura, ingeniería y posgrado.
La Universidad La Salle Victoria (ULSA) es una institución católica privada con alumnos en grado medio superior y superior; cubre campos de ingenierías, ciencias y humanidades, cuenta con un campus de la salud y hospital de aprendizaje.
En 2007 se inauguró la Universidad Politécnica de Victoria (UPV), parte de las Universidades Tecnológicas y Politécnicas de México. Ubicada dentro del Parque Científico y Tecnológico TECNOTAM. Ofrece ingenierías, posgrado y educación a distancia.
El Centro de Investigación y Estudios Avanzados (CINVESTAV) del Instituto Politécnico Nacional cuenta con un laboratorio de Tecnologías de Información en su unidad Tamaulipas, dentro del parque TECNOTAM.
Entre las escuelas de formación docente cuenta con: La Benemérita Escuela Normal Federalizada de Tamaulipas (BENFT), la Escuela Normal Superior de Tamaulipas (ESNT) y la Escuela Normal Federal de Educadoras (ENFE).
Otras instituciones de educación superior son: La Universidad del Valle de México (UVM), la Universidad Vizcaya de las Américas, de ámbito privado; el Instituto de Ciencias y Estudios Superiores de Tamaulipas (ICEST), la Universidad Pedagógica Nacional (México) (UPN) y la Universidad del Norte de Tamaulipas (UNT).
La Universidad Miguel Alemán DV es una institución de carácter privada de nivel superior y medio superior que se instauró en la capital estatal en septiembre de 2005 tras veinticinco años desde su fundación en 1981, de principios filantrópicos y humanitarios oferta estudios universitarios en áreas contables, económicas, sociales, y educativas.

## Infraestructura y transporte

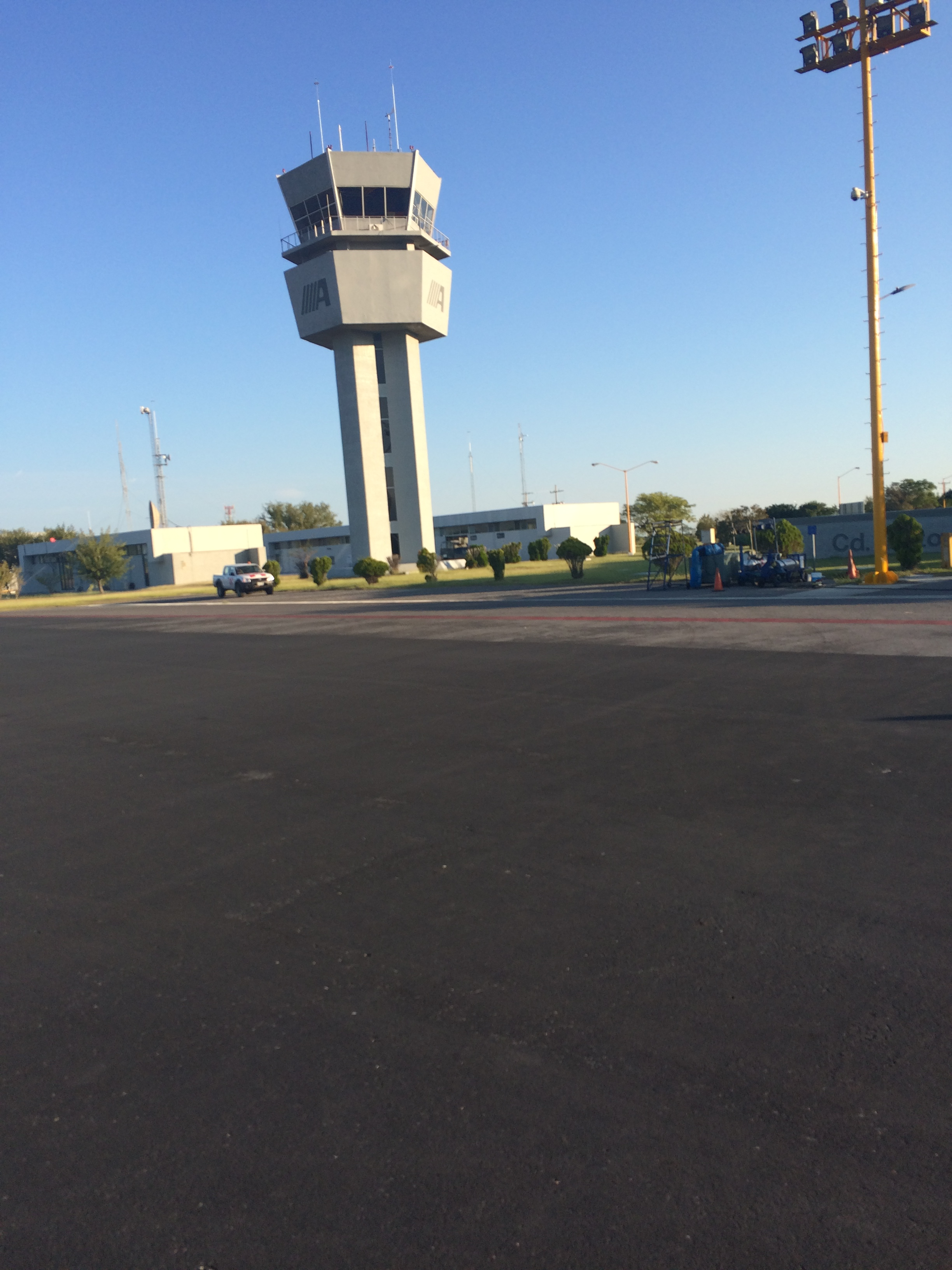
Torre de control del aeropuerto

Existen 32 rutas urbanas que circulan en la ciudad y ejidos cercanos en los alrededores, siendo combis y microbuses el transporte público más usado, un servicio de taxis, radiotaxis y transporte escolar de las principales universidades y El Aeropuerto Pedro J. Méndez, ubicado a las afueras de la ciudad.
Casi el 59% de las vialidades urbanas cuentan con algún tipo de pavimentación, donde el sector centro de la ciudad tiene cubierto el 95% de las vialidades.
Cuenta con una Central de Autobuses y terminales de varias compañías. Los destinos habituales de la Central de Autobuses son: Monterrey, Tampico, Altamira, Zona norte de Veracruz, Tamazunchale, Cd. Valles, Reynosa, Saltillo, Heroica Matamoros, Cd. Mante y Soto la Marina.
Las principales avenidas que canalizan la mayor parte del tráfico son: Av. Alberto Carrera Torres, Av. Francisco I. Madero, bulevar Emilio Portes Gil, Blvr. Adolfo López Mateos, Av. Familia Rotaria, Av. Carlos Adrián Avilés, Calzada Gral. Luis Caballero, bulevar Práxedis Balboa, así como la carretera a Soto la Marina. Las carreteras México 81 y México 80 conectan con Altamira, Tampico y Madero. Las salidas de la ciudad son el bulevar José Sulaimán (carretera a Matamoros) y el bulevar Tamaulipas (carretera a Monterrey), además cuenta con puentes peatonales, seis puentes para automóviles que cruzan el Río San Marcos y una joroba vial al poniente de la ciudad. La capital tiene una red de ciclovías que recorren varias avenidas; con más de 12 kilómetros, la principal comienza en el parque La Loma y recorre la avenida América Española, cruza el bulevar Fidel Velázquez y termina al llegar a la calle 8. Otra ciclovía construida de forma parcial en la avenida Carlos Adrián Avilés, comienza en la avenida de la Unidad y desciende por el camellón central.

### Medios de comunicación
La capital de Tamaulipas cuenta con oficinas de telégrafos (que brinda servicios bancarios, cobranza de terceros, servicios de telegramas, servicios transferencia de dinero) y oficinas postales para enviar y recibir paquetería, cartas y postales, estas son operadas por Correos de México.

### Televisión
En Ciudad Victoria el apagón analógico fue programado para el 31 de diciembre de 2015.
Los canales actuales con su respectivo canal y perfil se muestran a continuación:
| Distintivo | Canal | Canal virtual | Nombre del canal                           | Programación       | Concesionario                                        | Televisora                          |          |
| XHCVT-TDT  | 24    | 1.1           | Azteca Uno                                 | Generalista        | Televisión Azteca, S.A. de C.V.                      | Televisión Azteca, S.A. de C.V.     |          |
| XHCVT-TDT  | 24    | 1.2           | adn40                                      | Noticias           | Televisión Azteca, S.A. de C.V.                      | Televisión Azteca, S.A. de C.V.     |          |
| XHTK-TDT   | 31    | 2.1           | Las Estrellas                              | Generalista        | Televimex S.A. de C.V.                               | Televisa                            | Televisa |
| XHCTVI-TDT | 20    | 3.1           | Imagen Televisión                          | Generalista        | Cadena Tres I, S.A. de C.V.                          | Grupo Imagen                        |          |
| XHCTVI-TDT | 20    | 3.4           | Excélsior TV                               | Noticias           | Cadena Tres I, S.A. de C.V.                          | Grupo Imagen                        |          |
| XHUT-TDT   | 36    | 5.1           | Canal 5                                    | Generalista        | Radio Televisión, S.A. de C.V.                       | Televisa                            | Televisa |
| XHVTU-TDT  | 25    | 6.1           | Multimedios Televisión                     | Generalista        | Multimedios Televisión, S.A. de C.V                  | Multimedios Televisión, S.A. de C.V |          |
| XHVTU-TDT  | 25    | 6.2           | Milenio Televisión                         | Noticias           | Multimedios Televisión, S.A. de C.V                  | Multimedios Televisión, S.A. de C.V |          |
| XHVTU-TDT  | 25    | 6.3           | CGTN Español - Televisión Central de China | Generalista        | Multimedios Televisión, S.A. de C.V                  | Multimedios Televisión, S.A. de C.V |          |
| XHVTU-TDT  | 25    | 6.4           | POPCORN CENTRAL                            | Películas y series | Multimedios Televisión, S.A. de C.V                  | FREE TV                             |          |
| XHCDT-TDT  | 29    | 7.1           | Azteca 7                                   | Generalista        | Televisión Azteca, S.A. de C.V.                      | Televisión Azteca, S.A. de C.V.     |          |
| XHCDT-TDT  | 29    | 7.2           | a+                                         | Generalista        | Televisión Azteca, S.A. de C.V.                      | Televisión Azteca, S.A. de C.V.     |          |
| XHCVI-TDT  | 26    | 9.1           | Canal 9                                    | Generalista        | Teleimagen del Noroeste, S.A. de C.V.                | Televisa                            |          |
| XHCPBD-TDT | 12    | 14.1          | Canal Catorce                              | Generalista        | Sistema Público de Radiodifusión del Estado Mexicano | (SPR)                               |          |

### Radio
Estaciones de radio en frecuencia modulada FM
| Nombre de la emisora | Indicativo de la emisora | Frecuencia | Perfil de programación                  | Operado por                        |
| La Raza              | XHPEES                   | 89.3       | Ranchera                                | Grupo Radio Avanzado               |
| Oie                  | XHTMV                    | 92.1       | Grupera                                 | No registrada en IFT               |
| La Sabrosita         | XHCCCN                   | 92.5       | Grupera                                 | Grupo Radio Alegría                |
| EXA                  | XHBJ                     | 94.5       | Pop, rock, reguetón, k-pop, electrónica | ORT y MVS Radio                    |
| La Lupe              | XHLRS                    | 95.3       | Generalista                             | Multimedios Radio                  |
| Romántica            | XHTAM                    | 96.1       | Oldies                                  | Grupo AS                           |
| La más Prendida      | XHHP                     | 97.5       | Ranchera                                | ORT                                |
| Radio Fórmula        | XHGW                     | 99.3       | Noticias                                | ORT                                |
| La Cotorra           | XHVIR                    | 101.7      | Grupera                                 | ORT                                |
| Radio UAT            | XHUNI                    | 102.5      | Cultural                                | Universidad Autónoma de Tamaulipas |
| La V de Victoria     | XHRPV                    | 104.1      | Oldies                                  | ORT                                |
| Radio Tamaulipas     | XHVIC                    | 107.9      | Cultural                                | Gobierno del Estado de Tamaulipas  |

Estaciones de radio en amplitud modulada AM
| Nombre de la emisora | Indicativo de la emisora | Frecuencia | Perfil de programación | Operado por |
| Romántica            | XETAM                    | 640        | Oldies                 | Grupo AS    |

### Prensa escrita
La prensa escrita o impresa es cubierta por medios locales y regionales como El Diario de Ciudad Victoria, el cual registró en 2014 un promedio de circulación de 14,270 ejemplares diarios. El Mercurio de Tamaulipas, periódico que en 2014 vendió un promedio de circulación de 19,615 ejemplares diarios y 21,286 ejemplares los domingos. y La Verdad de Tamaulipas.

## Patrimonio
Ciudad Victoria cuenta con varios puntos turísticos como museos, parques zoológico, áreas verdes y naturales.
Zoológico Tamatán
Un parque zoológico que cuenta con zonas dedicadas a las especies del mundo animal. Con una variedad de especies e incluso pláticas educativas, es parte importante del turismo de la capital. Es un zoológico destinado a fomentar la conservación y el respeto por la naturaleza. Organizado en 5 regiones presenta a las diferentes especies en espacios abiertos. Rodeado por un ambiente naturalista, con vegetación, rocas y caídas de agua.
Parque Cultural y Recreativo Siglo XXI
Cuenta con un área dedicada a juegos para niños, un campo de fútbol, varias albercas. En este espacio se encuentra el Planetario de Ciudad Victoria "Dr. Ramiro Iglesias Leal" y el Museo de Historia Natural de Tamaulipas "TAMux" además del jardín botánico y un área verde conocida como Bosque Urbano para realizar caminatas y trotar.
 Parque Recreativo Tamatán 
Este parque ofrece diversas actividades al aire libre. Un espacio de áreas verdes y cuerpos de agua, juegos infantiles y restaurante; ubicado en terrenos de la exhacienda Tamatán.
 Parque Ecológico Los Troncones 
Ubicado en las faldas de la Sierra Madre Oriental, en el Ejido La Libertad, es un centro turístico y ecológico. Es un parque recreativo rodeado de vegetación con un arroyo, cascadas y flora y fauna. Está acondicionado con asadores, jardines y juegos infantiles.

### Cultura
Planetario Dr. Ramiro Iglesias Leal
En 1992, se inauguró el Planetario de Ciudad Victoria, el principal centro de divulgación científica y tecnológica en el Norte y Noreste de la república mexicana; es muy conocido por sus programas de atención a la niñez y la juventud, no solo del municipio de Victoria, sino de prácticamente todo el estado. Tiene proyección estelar sobre un domo circular de 22 metros de diámetro, así como los planetas la Luna y  el Sol y sus movimientos, presenta además documentales y pláticas científicas al público en general y ha sido sede de exposiciones itinerantes del Papalote Museo del Niño, el Museo Tecnológico de la CFE y el Museo UNIVERSUM de la UNAM. Se le asignó el nombre “Dr. Ramiro Iglesias Leal”, científico tamaulipeco, a partir del día 30 de enero de 1998.
Centro Cultural Tamaulipas
Es un espacio cultural que alberga una biblioteca pública, el teatro Amalia G. de Castillo Ledon, una cineteca y varios auditorios para exposiciones y presentaciones de actividades culturales y artísticas como danza, presentaciones de música, escultura, pintura, literatura y teatro.
Museo de Historia Natural de Tamaulipas TAMux
El Museo de Historia Natural de Tamaulipas, también conocido como “TAMux”, inició actividades en febrero de 2004, dedicado a la divulgación científica, la naturaleza, el espacio y promover la cultura a favor de la biodiversidad. Al nacer el museo, el planetario de Ciudad Victoria “Dr. Ramiro Iglesias Leal”, en operación desde 1992, pasó a formar parte del mismo. El nombre del museo, “TAMux”, palabra en idioma huasteco que significa “punto de encuentro”.
Además de las salas temáticas, ha sido lugar para la presentación de conferencias y videos científicos; sala de exposiciones temporales, para exhibiciones plásticas y científicas; y un teatro al aire libre (concha acústica).
Museo Regional de Historia de Tamaulipas
La construcción del Ex Asilo Vicentino hoy Museo Regional de Historia de Tamaulipas, fue iniciada a finales del siglo XIX siendo Gobernador del Estado de Tamaulipas el licenciado Guadalupe Mainero, a instancias del señor Filemón Fierro Terán, Tercer Obispo de la diócesis de Tamaulipas. A partir del 12 de febrero del año 2003 inició operaciones este museo ofreciendo a los visitantes una muestra del patrimonio cultural del estado. Ha sido sede de múltiples exposiciones nacionales e internacionales.
Casa del Arte
La Casa del Arte inició su construcción en 1911, donde se instaló lo que fue la Escuela Normal para Profesores anexa y escuela de párvulos. En 1962 se crea el Instituto de la Juventud y la Mujer, en 1974 se le denomina Instituto Tamaulipeco de Bellas Artes. En 1980 toma el nombre de Instituto Tamaulipeco para la Cultura y las Artes. En 2011 se convierte en unidad administrativa dependiente del ITCA. Imparte cursos y talleres de diversas disciplinas culturales, que permitan desarrollar habilidades artísticas a alumnos, promueve, fomenta y difunde actividades culturales en la comunidad. Actualmente se imparten las disciplinas de Música, Danza, Artes Plásticas y Literatura y Teatro.
Pinacoteca de Tamaulipas
Este edificio fue construido en 1884 por Francisco Juan, Blas y Nicolás Filizola Gaetani, tres italianos que llegaron a Ciudad Victoria para la apertura del comercio de distintos productos. El espacio de más de dos mil metros cuadrados cuenta con dos salas de exposición, salón de usos múltiples, talleres, librería  área para investigadores, sala de consulta y audiovisual. La Pinacoteca de Tamaulipas se alberga en la  antigua “Casa Filizola”.
Teatro Juárez
Un teatro que alberga al Instituto de Investigaciones Históricas bajo la administración de la Universidad Autónoma de Tamaulipas. Fue inaugurado el cinco de enero de 1957 por el presidente Adolfo Ruiz Cortines siendo gobernador Horacio Terán Zozaya. El edificio encierra un mural del pintor tampiqueño Alfonso Xavier Peña.
Festival Internacional Tamaulipas
Durante el mes de octubre, el estado de Tamaulipas celebra el Festival Internacional Tamaulipas en cada uno de sus municipios. En este festival se realizan eventos musicales y culturales, tales como conciertos de artistas como: Plácido Domingo, Raphael, ópera, obras teatrales, etc.
Eventos culturales
La ciudad cuenta con un espacio familiar y cultural llamado Libre 17, que corresponde al cierre durante los domingos de la avenida Francisco I. Madero en el centro de la ciudad. Ahí las familias y visitantes pueden pasear a pie, bicicleta, presenciar actos musicales y culturales.

### Parque Bicentenario
El parque es un área que concentra las oficinas del gobierno del estado, el recinto ferial que consta del terreno de la feria, el centro de espectáculos y el Polyforum.
Feria Tamaulipas
Es un evento cultural celebrado anualmente en la capital, donde además de los clásicos juegos mecánicos, se cuenta con la presencia de stands de todos los municipios del estado de Tamaulipas, exhibiendo su cultura y gastronomía y normalmente tienen un estado de la república invitado; cuenta con eventos como conciertos celebrados por artistas nacionales.
EL centro de espectáculos que se encuentra dentro del recinto ferial del parque Bicentenario, fue inaugurado el 14 de noviembre de 2008. Y se han presentado artistas varios, bandas y agrupaciones nacionales.
Polyforum Dr. Rodolfo Torre Cantú
Es un centro de convenciones que originalmente fue llamado Polyforum Victoria, se encuentra ubicado en el parque Bicentenario y fue inaugurado en diciembre de 2009; su interior puede dividirse en varias salas independientes y tiene capacidad para albergar cómodamente a 5000 personas con 12 250 m² de construcción con un salón principal de 5000 m².
Parque Recreativo Los Troncones
Localizado en el ejido La Libertad.

## Servicios públicos

### Agua potable y drenaje
La Comisión municipal de Agua Potable y Alcantarillado de Ciudad Victoria (COMAPA), un organismo público de la Administración municipal que brinda servicio a la ciudad; entre sus atribuciones están los de: planear, programar, estudiar, proyectar, presupuestar, construir, rehabilitar, ampliar, operar, administrar, conservar y mejorar los sistemas de agua potable y alcantarillado, y así como el tratamiento de aguas residuales y reutilización de las mismas, Según COMAPA se cuenta con 90.90% de uso doméstico (casas habitación y áreas residenciales), 7.32% de uso comercial (negocios y tiendas de autoservicio), 1.38% de uso público (áreas verdes, plazas, etc.) y un 0.40% destinado al uso industrial. Se cuenta con una capacidad instalada de tratamiento de 1,100 lps (litros por segundo) y el volumen anual tratato es de 25, 179, 604 metros cúbicos.
Actualmente se encuentra con un 80% de las colonias sin agua y la actual administración ni se preocupa por la ciudadanía

### Infraestructura eléctrica
La capital de estado tiene el 97.50% de su población con acceso a energía eléctrica, estando casi a la par de la media nacional en el rubro. La red de alumbrado público comprende un total de 29, 100 luminarias (a octubre de 2016) de las cuales solo 10, 800 se encuentran en funcionamiento, el resto están fuera de servicio. El servicio está a cargo de la Comisión Federal de Electricidad (CFE) División Golfo Centro.

### Higiene
La recogida de basura en la capital está cubierta por varias rutas que cubren la ciudad, es un servicio  que ha sido concesionado durante al administración del gobernador Cabeza de Vaca. Se estima que el total promedio de basura generada al día es de 370 toneladas (a octubre de 2016), pese a esto, la capacidad de recogida diaria es de 200 toneladas.

### Seguridad pública
Algunas de las instituciones que brindan seguridad a los ciudadanos son la dirección de protección civil, tránsito municipal, bomberos y la policía estatal del Gobierno de Tamaulipas. La estación de bomberos de la capital fue fundada en 1938, cuenta en 2018 con 90 elementos activos, repartidos en tres subestaciones. En la ciudad se ubica el 77 Batallón de Infantería, operado por la 8.ª Zona Militar del Ejército Mexicano. Las agencias del ministerio público son operadas por la Procuraduría General de Justicia de Tamaulipas. Las dirección de averiguaciones previas investiga los delitos del fuero común.

### Salud

Hospital Regional de Alta Especialidad

La cobertura de salud está cubierta por instituciones del estado, Seguro Popular e IMSS, es la segunda ciudad del estado en atención médica por habitantes. La población que no dispone un acceso inmediato a servicios de salud es del 11,8%. La capital de estado de Tamaulipas cuenta con servicios de salud, tanto públicos como privados, entre los cuales están:
- Hospital General Victoria. Brinda servicios de salud la zona centro de Tamaulipas y atención médica de la zona de la Jurisdicción Sanitaria n.º 1.[106]

- Hospital Infantil de Ciudad Victoria
- Hospital Civil Victoria
- Hospital Regional de Alta Especialidad de Ciudad Victoria. Brinda servicios profesionales, quirúrgicos y de enfermería en varias especialidades.[107]

- Hospital La Salle Ciudad Victoria. Hospital educativo de prácticas de la Universidad La Salle Victoria.[108]

- Clínica Médica Norte
- Clínica Hospital ISSSTE
- Hospital General de Zona n.º 1 (IMSS) Unidad Médica Educativa "Adolfo López Mateos"
- Unidad de Medicina Familiar N.º 67 (IMSS) San Luisito

## Administración y gobernanza
En 2016 la capital registró una inversión pública de 755 979 000 pesos, de los cuales 27 607 000 pesos se ejercieron en acciones de gestión de la administración municipal. De acuerdo al índice de prosperidad generado anualmente por ONU – Hábitat, la capital alcanzó una
puntuación de 59.09, 10 puntos por encima del promedio nacional; mientras que en el rubro de
Recaudación de Ingresos Propios quedó abajo del promedio nacional en casi 8 puntos. Por otro lado, la recaudación de ingresos propios en los años 2017 y 2018 fue muy baja en comparación
con el total de ingresos. En cuanto al subíndice de Relaciones internacionales, Victoria se ubicó en el lugar 23, con nivel de competitividad baja.

## Deporte

Estadio Marte Rodolfo Gómez.

En Ciudad Victoria se tiene variada actividad deportiva; en el ámbito del fútbol profesional destaca el equipo de los Correcaminos de la UAT, que actualmente participa en la Liga de Expansión MX y lleva a cabo sus partidos oficiales en el estadio Marte R. Gómez, ubicado en el centro de la ciudad, con una capacidad para albergar a 13 500 personas y también el estadio Universitario Eugenio Alvizo Porras, que se ubica en el Centro Universitario Victoria de la Universidad Autónoma de Tamaulipas.
En el básquetbol está el equipo Correcaminos UAT Victoria, el cual juega en la Liga Nacional de Baloncesto Profesional de México, juega sus partidos de local en el gimnasio multidisciplinario UAT Victoria.
La unidad deportiva «Adolfo Ruiz Cortinez» se encuentra a un costado del estadio Marte R Gómez. La instalación deportiva cuenta con canchas para frontón, «tochito», otra con pasto sintético, pista de patinaje entre otras áreas deportivas para más de tres mil personas que diariamente hacen uso de ellas.
El polideportivo de Ciudad Victoria, con el nombre de Américo Villareal Guerra, es un centro deportivo que cuenta con espacios para gimnasia, esgrima, halterofilia, clavados, natación, atletismo, box, judo, tiro con arco y basquetbol; y que está enfocado para ser utilizado principalmente por atletas de alto rendimiento con intención de representar al estado de Tamaulipas en eventos deportivos nacionales.

Complejo deportivo

La capital tamaulipeca fue lugar de grandes encuentros de lucha libre, como la plaza de toros, la Arena Mainero, la Arena del 5 González, la Arena Coliseo del 7 Mina y La Mutualismo; sedes de grandes funciones y donde recibió a luchadores de la talla de Blue Demon, Blue Panther, Sangre Chicana, El Hijo del Santo, Súper Muñeco, Los Villanos, El Solitario, Los Brazos, Jungla Negra, Meteorito, Darrell Dixon, Destroyer, El Cavernario Galindo y entre otros grandes luchadores. Con el paso del tiempo desaparecieron las arenas locales quedando como única opción el parque de béisbol Práxedis Balboa. Debido a la demolición del parque de béisbol Práxedis Balboa, solo se realizan fúnciones en el Gimnasio José Sulaimán y en parques o colonias.

## Gastronomía

Gorditas.

Flautas.

La gastronomía de Ciudad Victoria se compone de tres elementos principales: carne, maíz y mariscos; además de las parrilladas,  machacado y el chorizo.
Una de las comidas típicas de la ciudad son las gorditas, que consisten en pequeñas tortillas gruesas de maíz rellenas de carne deshebrada, machacado, entre otros ingredientes.
Las Gorditas Doña Tota fueron establecidas en 1952 cuando Carlota Murillo de Ciudad Victoria, Tamaulipas comenzó a vender gorditas en la calle. Hoy cuenta con más de 200 sucursales en más 60 ciudades, incluyendo Estados Unidos.
En 2013 grupo FEMSA adquiere el 80% del consorcio Doña Tota por un costo de $120 MDD, fortaleciendo así el crecimiento de las sucursales dentro del territorio mexicano.
La flautas, en Ciudad Victoria son hechas con tortillas de harina y no de maíz, son típicas en la capital, y las puedes encontrar en cualquier parte. Asimismo cuenta con una gran cantidad de restaurantes enfocados a comida típica mexicana, las conocidas "flautas" y el consumo de gran parte de la población de flor de palma o conocida como "chochas".
Postres característicos de la región: dulces de dátil con nuez, camote, cocadas con piña y nuez, entre otros. También frutas cristalizadas y gorditas endulzadas con piloncillo.

## Relaciones internacionales
Las alianzas estratégicas que se construyen con ciudades en México y Estados Unidos contribuyen al desarrollo económico de la capital, entre las cuales cuenta con hermanamientos en Matamoros, Reynosa, Tampico, Nuevo Laredo, Ciudad  Mante y Chilpancigo en el estado de Guerrero, además de Mazatlán en Sinaloa. Fuera del país la ciudad mantiene hermandad con McAllen, Texas, Además en la ciudad existe una Dirección de Relaciones Internacionales, dedicada a la búsqueda de proyectos entre otros países y la ciudad para atraer proyectos que beneficien a ambas partes.